# Roger Souvereyns
Roger Souvereyns (2 december 1938) is een Belgisch chef-kok en voormalig restauranteigenaar.
Souvereyns had in de periode 1985-1993 twee Michelinsterren voor zijn kookkunsten in Scholteshof. Reeds in 1979 bezat hij twee sterren als chef-kok in restaurant Van Dijck in Kermt. Na de sluiting en verkoop van zijn restaurant in 2000, werd hij in 2003 culinair directeur van de Flanders Hotel Holding.

## Carrière
Roger Souvereyns begon zijn keukencarrière in 1953, als leerjongen. Daarna deed hij ervaring op in verschillende restaurants, onder meer in Brussel en Parijs. In 1961 kocht hij een "hotel met frituur" in Kermt. In de frituur verkocht hij zijn eigen snacks en sauzen, het hotel werd omgevormd tot kwaliteitsrestaurant Van Dijck. Tussen 1961 en 1979 opende hij verschillende zaken in de omgeving van Hasselt, een traiteurwinkel op de Grote Markt in Hasselt, de Salons Van Dijck in Kermt, de Sir Anthony Van Dyck in Antwerpen en de Clou Doré in Luik. Hij verkocht de verschillende zaken in 1979. Daarna kocht en renoveerde hij de hoeve Scholteshof in Stevoort. In 1983 opende hij restaurant-hotel Scholteshof, waar hij twee Michelinsterren behaalde. In 2000 verkocht Souvereyns het domein Scholteshof. 

## Ethos
Ik wil niet ziek oud worden. Ik hoop dat ik sterf in de keuken, op straat, in de opera. Ik heb zoveel uit de grond gestampt, dat ik nooit gewoon thuis zou kunnen zijn.(...)
— Roger Souvereyns (2004)

## Privé
Souvereyns is getrouwd met Walda Pairon en heeft twee zoons en een dochter.